# Рачиновці
Рачиновці (хорв. Račinovci) — населений пункт у Хорватії, в Вуковарсько-Сремській жупанії у складі громади Дреновці.

## Населення
Населення за даними перепису 2011 року становило 700 осіб.
Динаміка чисельності населення поселення:

## Клімат
Середня річна температура становить 11,28 °C, середня максимальна – 25,56 °C, а середня мінімальна – -5,64 °C. Середня річна кількість опадів – 755 мм.
| Клімат поселення                              | Клімат поселення | Клімат поселення | Клімат поселення | Клімат поселення | Клімат поселення | Клімат поселення | Клімат поселення | Клімат поселення | Клімат поселення | Клімат поселення | Клімат поселення | Клімат поселення | Клімат поселення |
| Показник                                      | Січ.             | Лют.             | Бер.             | Квіт.            | Трав.            | Черв.            | Лип.             | Серп.            | Вер.             | Жовт.            | Лист.            | Груд.            |                  |
| Середній максимум, °C                         | 6,23             | 8,28             | 12,78            | 17,42            | 22,53            | 25,56            | 25,47            | 25,06            | 21,14            | 15,75            | 9,90             | 5,98             |                  |
| Середня температура, °C                       | 0,28             | 2,30             | 6,86             | 11,48            | 16,58            | 19,64            | 21,28            | 20,88            | 16,97            | 11,57            | 5,70             | 1,80             |                  |
| Середній мінімум, °C                          | −5,64            | −3,62            | 0,90             | 5,54             | 10,65            | 13,70            | 17,10            | 16,72            | 12,79            | 7,39             | 1,52             | −2,36            |                  |
| Норма опадів, мм                              | 49               | 44               | 47               | 59               | 69               | 98               | 78               | 67               | 57               | 61               | 68               | 58               |                  |
| Середньомісячна швидкість вітру, м/с          | 1.80             | 2.00             | 2.40             | 2.30             | 2.10             | 1.90             | 1.90             | 1.72             | 1.63             | 1.80             | 1.80             | 1.80             |                  |
| Середньомісячна сонячна радіація, кДж/м²·день | 4459             | 7248             | 11252            | 15652            | 19253            | 21420            | 22496            | 20639            | 15217            | 9620             | 5050             | 3724             |                  |
| --------------------------------------------- | ---------------- | ---------------- | ---------------- | ---------------- | ---------------- | ---------------- | ---------------- | ---------------- | ---------------- | ---------------- | ---------------- | ---------------- | ---------------- |
| Джерело:                                      |                  |                  |                  |                  |                  |                  |                  |                  |                  |                  |                  |                  |                  |